# MTV Video Music Awards Japan 2005
MTV Video Music Awards Japan 2005 fueron conducidos por Takashi Fujii y Megumi, y se realizaron en el Tokyo Bay NK Hall. Esta fue la cuarta edición de los premios MTV en su versión japonesa.

## Actuaciones
- Ashanti
- Hoobastank
- Crystal Kay
- Mariah Carey
- Hoobastank
- Jamiroquai
- Namie Amuro
- Rain

## Video del Año
- Destiny's Child — "Lose My Breath"
- Eminem — "Just Lose It"
- Namie Amuro — "Girl Talk"
- Orange Range — "Hana"
- Usher con Lil' Jon y Ludacris — "Yeah"

## Álbum del Año
- Eminem — Encore
- Green Day — American Idiot
- Ken Hirai — Sentimentalovers
- Orange Range — Musiq
- Usher — Confessions

## Mejor Video Masculino
- Kanye West — "Jesus Walks"
- Ken Hirai — "Hitomi wo tojite"
- Kreva — "Hitorijianainoyo"
- Okuda Minsei — "Nanto iu"
- Usher con Lil' Jon y Ludacris — "Yeah"

## Mejor Video Femenino
- Avril Lavigne — "My Happy Ending"
- Ayumi Hamasaki — "Inspire"
- Jennifer Lopez — "Get Right"
- Mika Nakashima — "Sakurairo Maukoro"
- Hikaru Utada — "Easy Breezy"

## Mejor Video de Grupo
- Asian Kung-Fu Generation — "Kimi no Machi Made"
- Destiny's Child — "Lose My Breath"
- Exile — "Carry On"
- Linkin Park — "Breaking The Habit"
- Orange Range — "Locomotion"

## Mejor Artista Nuevo en un Video
- Ashlee Simpson — "Pieces of Me"
- Ciara con Petey Pablo — "Goodies"
- Franz Ferdinand — "Take Me Out"
- Nobodyknows — "Kokoro Odoru"
- Sambomaster — "Utsukushi ki Ningen no Hibi"

## Mejor Video Rock
- Asian Kung-Fu Generation — "Kimi no Machi Made"
- Good Charlotte — "Predictable"
- Hoobastank — "The Reason"
- Linkin Park — "Breaking The Habit"
- Sambomaster — "Utsukushi ki Ningen no Hibi"

## Mejor Video Pop
- Blue — "Curtain Falls"
- Exile — "Carry On"
- Gwen Stefani — "What You Waiting For?"
- Ketsumeishi — "Bump"
- Yuki — "Joy"

## Mejor Video R&B
- AI — "E.O."
- Alicia Keys — "If I Ain't Got You"
- Crystal Kay — "Kiss"
- Namie Amuro — "Girl Talk"
- Usher — "Burn"

## Mejor Video Hip-Hop
- Beastie Boys — "Ch-Check It Out"
- Black Eyed Peas — "Let's Get It Started"
- Kanye West — "Jesus Walks"
- Kreva con Mummy-D — "Fanki Geramarasu"
- Nitro Microphone Underground — "Still Shinin"

## Mejor Video de una Película
- Ana Johnsson — "We Are (Spider-Man Ver.)" (Spider-Man 2)
- Christina Aguilera con Missy Elliott — "Car Wash" (El espantatiburones)
- Ken Hirai — "Hitomi wo Tojite" (Sekai no Chushin de ai wo Sakebu)
- Orange Range — "Hana" (Ima, Ainiyukimasu)
- Ray Charles — "What'd I Say" (Ray)

## Mejor Colaboración
- AI con Afra + Tucker — "Watch Out!"
- Jay-Z/Linkin Park — "Numb/Encore"
- Imawano Kiyoushiro con Rhymester — "Ame Agarino Yozora Ni 35"
- Snoop Dogg con Pharrell — "Drop It Like It's Hot"
- Usher y Alicia Keys — "My Boo"

## Buzz Asia

### Japón
- Exile — "Real World"
- Gosuperazu — "Mimoza"
- Orange Range — "Rocoroshon"
- Tokyo Jihen — "Gunjou Biyori"
- Yuki — "Joy"

### Corea
- God — "An Ordinary Day"
- Jang Nara — "Winter Diary"
- Rain — "It's Raining"
- Tim — "Thank You"
- Tony An — "Love Is More Beautiful When You Can't Have IT"

### Taiwán
- Fish Liang — "Can't Hear It"
- Jolin Tsai — "Pirates"
- S.H.E — "Persian Cat"
- Stanley Huang — "Who am I to You"
- Stefanie Sun — "Running"

## Premios Especiales
- Premio al Estilo:  Ashanti
- Video más Entretenido:  Gorie con Jasmine y Joanne — "Micky"
- Premio Icono Internacional:  Mariah Carey
- Actuación más Impreionante de un Artista Asiático:  Namie Amuro
- Mejor Director:  Yasuo Inoue
- Mejores Efectos Especiales en un Video:  Gagle — "Rap Wonder DX"

- Datos: Q795459